# Projet de constitution pour la Corse
Projet de constitution pour la Corse est un essai du philosophe et écrivain Jean-Jacques Rousseau.

## Présentation
Au XVIIIe siècle, la Corse est sous domination génoise mais doit faire face à de nombreuses révoltes. En 1755, Pascal Paoli proclame la République corse. C'est dans ce contexte que Mathieu Buttafoco, un proche de Paoli, demande en août 1764 à Jean-Jacques Rousseau de rédiger un projet de constitution. Dans le Contrat social ce dernier avait notamment écrit : « Il est encore en Europe un pays capable de législation : c'est l'île de Corse. La valeur et la constance avec laquelle ce brave peuple a su recouvrer et défendre sa liberté, mériterait bien que quelque homme sage lui apprît à la conserver. J'ai quelque pressentiment qu'un jour cette île étonnera l'Europe ».
Jean-Jacques Rousseau est en exil à Môtiers et en plein conflit avec le Petit Conseil genevois contre lequel il rédige ses Lettres écrites de la montagne. Rousseau avait envisagé de se rendre sur place, mais y renonce en raison de l'insécurité latente. Il travaille donc sur les documents que lui a produits Buttafoco entre janvier et septembre 1765. Ce n'est donc qu'à cette date qu'il peut achever son travail. Il préconise une société égalitaire et patriotique sur le modèle idéalisé de l'organisation des cantons suisses. Traditionnellement, les lecteurs ont trouvé que Rousseau prescrivait une politique d'autarcie pour les Corses. D'autres chercheurs affirment, cependant, que Rousseau envisageait une reprise économique «chronométrée» pour la Corse et conseillait aux «citoyens», «patriotes» et «aspirants» de la nation nouvellement libérée d'adopter une politique mixte de développement. Cependant, ce projet n'aboutira pas à cause de l'invasion française et la destruction dans le sang de la République corse par les troupes de Louis XV après la bataille de Ponte Novu en 1769.
L'œuvre ne sera publiée qu'à titre posthume.